# Dorfkirche Groß Döbbern

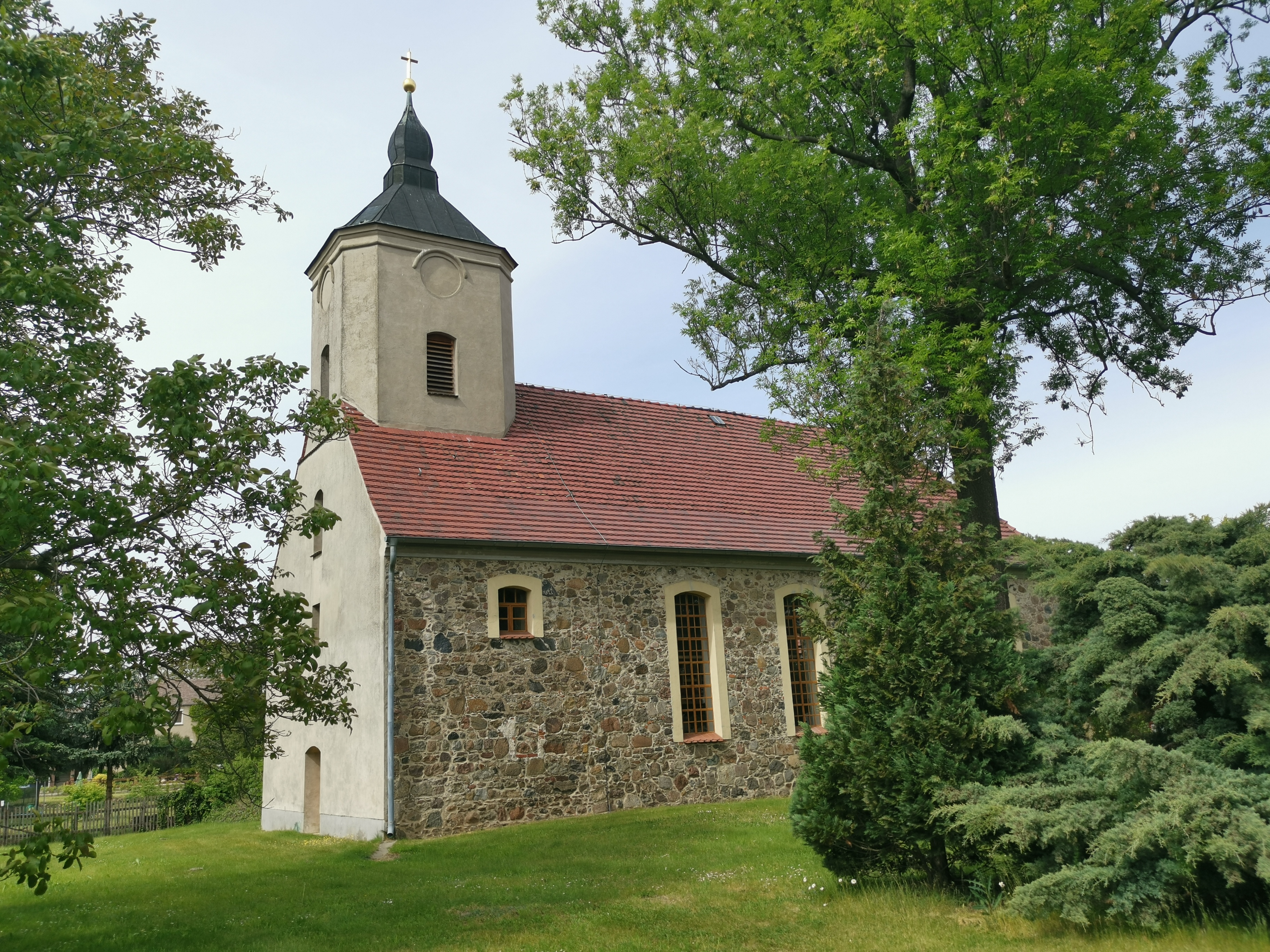
Dorfkirche Groß Döbbern (2020)

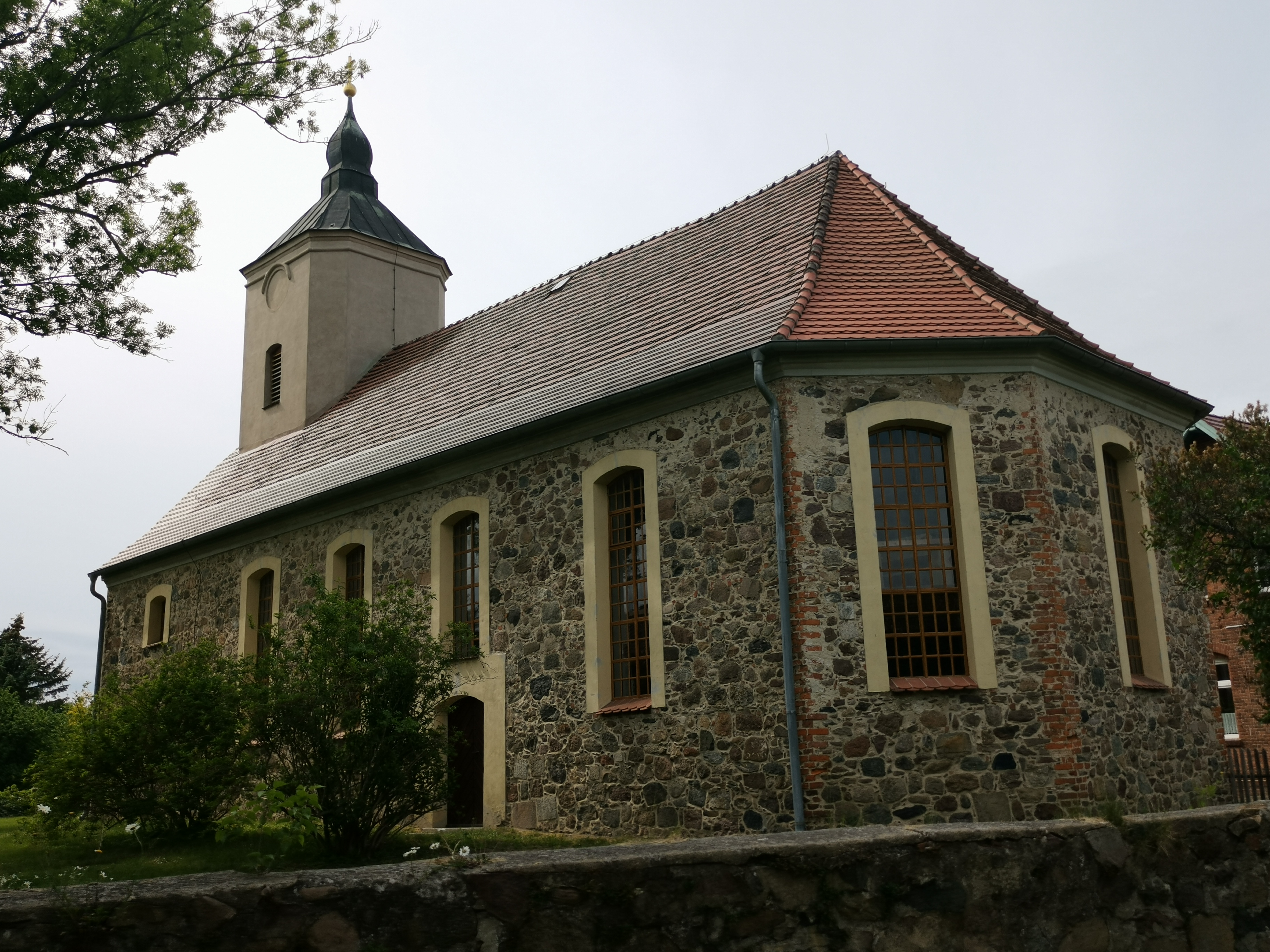
Ostschluss der Kirche (2020)

Die Dorfkirche Groß Döbbern ist das Kirchengebäude in dem zur Gemeinde Neuhausen/Spree gehörenden Ortsteil Groß Döbbern im Landkreis Spree-Neiße in Brandenburg. Es gehört zur evangelischen Kirchengemeinde Perle der Lausitz im Kirchenkreis Cottbus, der Teil der Evangelischen Kirche Berlin-Brandenburg-schlesische Oberlausitz ist. Die Kirche steht zusammen mit der Umfassungsmauer, dem Kriegerdenkmal und einer Erbbegräbnisstätte unter Denkmalschutz.

## Architektur und Geschichte
Die Groß Döbberner Dorfkirche wurde im Kern in der Mitte des 16. Jahrhunderts als Feldsteinkirche gebaut und im Jahr 1694 dem damaligen Barockstil angepasst. Dabei wurden die Öffnungen verändert. 1785 entstand neben dem Gebäude das Pfarrhaus Groß Döbbern. Maßgeblich geprägt wird das heutige Erscheinungsbild der Kirche durch umfangreiche Umbaumaßnahmen, die im Jahr 1818 nach Plänen des Cottbuser Architekten Brasch jun. umgesetzt wurden. Dabei wurde auf der Westfront der Kirche ein nicht ausgebauter Querturm mit Zeltdach und Zwiebelhaube auf dem Dach aufgesetzt. Ebenfalls während des 19. Jahrhunderts wurde der Kirchhof mit einer Feldsteinmauer eingefriedet.
Im Inneren ist die Dorfkirche Groß Döbbern eine Emporenhalle mit schmucklosen Flachdecken. Die Stützen der inschriftlich auf 1772 datierten Hufeisenempore und der Decken weisen sparsames Dekor auf, das sich dem Barock oder eher dem Klassizismus zuordnen lässt. In der Kirche steht ein hölzerner Kanzelaltar aus dem Jahr 1818, der von J. G. Just dem Älteren, J. G. Just dem Jüngeren und A. Crüger gefertigt wurde. Die Altarsäulen zeigen das Wappen derer von Pückler, in deren Besitz sich das Gutsdorf seit 1696 befand. Die Orgel der Groß Döbberner Kirche wurde 1860 von der Orgelbauwerkstatt W. Sauer Orgelbau aus Frankfurt (Oder) gebaut. Die Kirchenglocke wurde 1573 gegossen. Sie wurde von den damaligen Gutsbesitzern, den Herren von Loeben gestiftet und trägt entsprechend deren Wappen als Gravur.

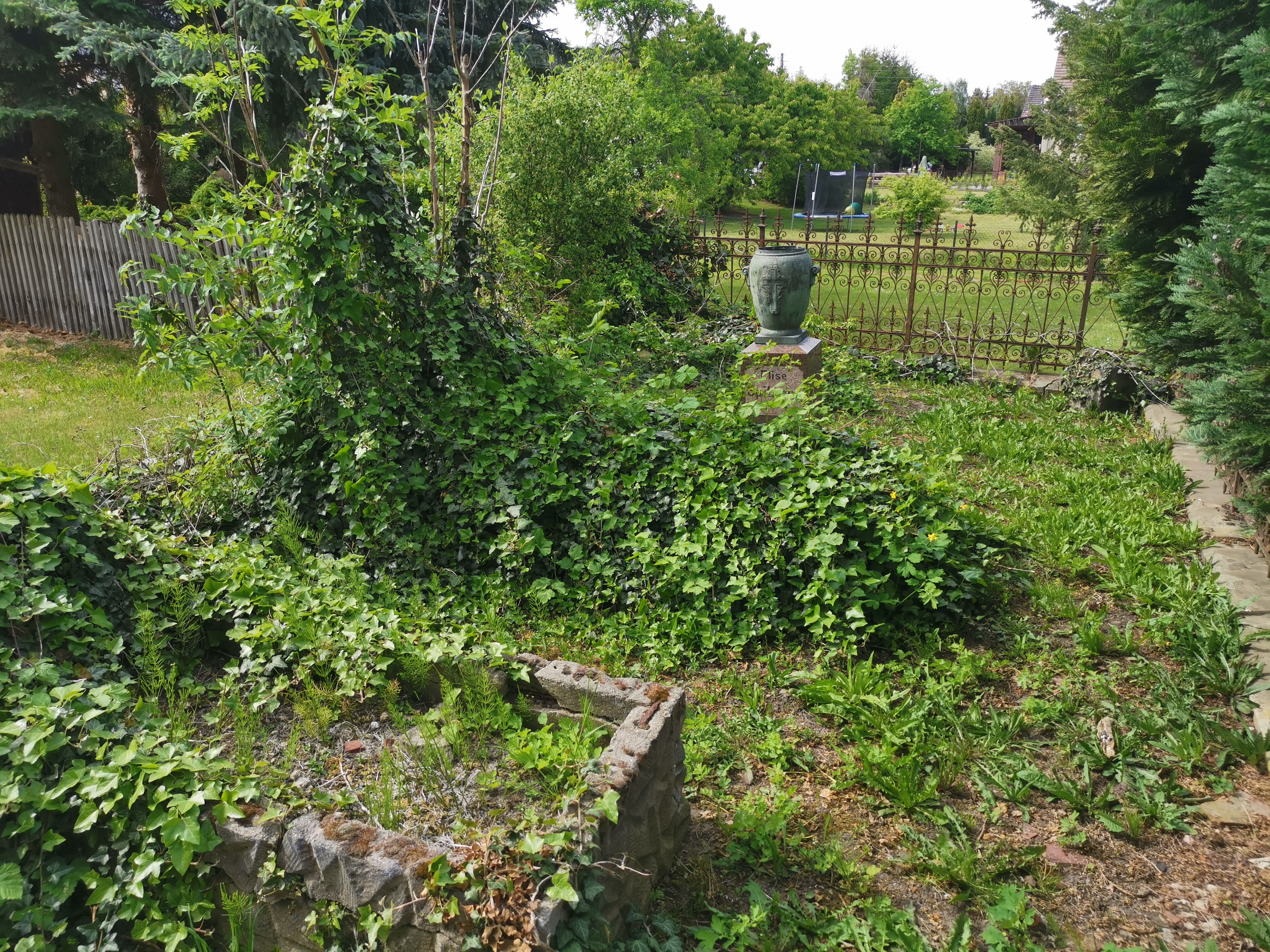
Erbbegräbnisstätte Familie Spitzner (2020)

An der Nordwestseite der Kirche befindet sich die Erbbegräbnisstätte der Familie des Amtsmannes Spitzner, das um 1885 angelegt wurde. Das südlich vor der Kirche stehende Kriegerdenkmal wurde in den 1920er-Jahren aufgestellt.

## Kirchengemeinde
Die Kirchengemeinde Groß Döbbern wurde erstmals in der Kirchenmatrikel des Bistums Meißen erwähnt. Seit 1740 ist Groß Döbbern als Filialkirche nach Klein Döbbern eingepfarrt. 1822 ist Groß Döbbern als „ecclesia vagans“ geführt. Als Arnošt Muka den Ort Anfang der 1880er-Jahre besuchte, waren von 526 Einwohnern in Groß Döbbern 518 Sorben und nur acht Deutsche. Gottesdienste wurden trotzdem sowohl in deutscher als auch in sorbischer Sprache gehalten. Heute finden Gottesdienste regulär nur noch einmal im Monat statt.
Groß Döbbern war mit der Kirchengemeinde Klein Döbbern zunächst der Superintendentur Cottbus unterstellt und gehörte somit bis 1945 zur Evangelischen Landeskirche der älteren Provinzen Preußens und danach zur Evangelischen Kirche in Berlin-Brandenburg. Zwischenzeitlich wechselte die Kirchengemeinde Klein Döbbern in den Kirchenkreis Spremberg, der am 1. Juli 1998 im Kirchenkreis Senftenberg-Spremberg aufging. Seit 2004 gehörte der Kirchenkreis zur Evangelischen Kirche Berlin-Brandenburg-schlesische Oberlausitz. Am 1. Januar 2020 wurde der Kirchenkreis Senftenberg-Spremberg aufgelöst. Die Region Spremberg, zu der auch Groß Döbbern zählte, gehört seitdem zum Kirchenkreis Cottbus.
Am 1. Januar 2024 schlossen sich die Kirchengemeinde Klein Döbbern und die Kirchengemeinden der Stadt Spremberg zur neuen Kirchengemeinde Perle der Lausitz zusammen, zu der auch Groß Döbbern seitdem gehört.